# Кемп, Тейлор
Тейлор Эрик Кемп (англ. Taylor Eric Kemp; 23 июля 1990, Хайлендс-Ранч, Колорадо, США) — американский футболист, выступавший на позиции защитника.

## Карьера

### Молодёжная карьера
Во время обучения в Мэрилендском университете в Колледж-Парке с 2009 по 2012 годы Кемп играл за университетскую футбольную команду.

### Клубная карьера
17 января 2013 года Кемп был задрафтован клубом «Ди Си Юнайтед» семнадцатым номером в первом раунде СуперДрафта MLS 2013, контракт с ним был подписан 5 марта.
В 2013 и 2014 годах Кемп выступал на правах аренды в аффилированном клубе лиги USL Pro «Ричмонд Кикерс». 6 апреля 2013 года в матче против «Питтсбург Риверхаундс», он впервые вышел в стартовом составе и отыграл весь матч. В общей сложности, за «Ричмонд Кикерс» Кемп сыграл 10 матчей: пять раз в стартовом составе, пять раз выходил на замену.
Дебют Кемпа за «Ди Си Юнайтед» в MLS состоялся 19 мая 2013 года в матче против «Спортинга Канзас-Сити», в котором он провёл на поле 45 минут. 12 октября 2014 года в матче против «Хьюстон Динамо» он забил свой первый гол в профессиональной карьере. Сезон 2018 Кемп пропустил полностью из-за травмы.
7 ноября 2018 года в возрасте 28 лет Тейлор Кемп объявил о завершении футбольной карьеры.

### Международная карьера
5 января 2017 года Кемп был вызван в тренировочный лагерь сборной США перед товарищескими матчами со сборными Сербии 29 января и Ямайки 3 февраля, однако в заявку на матчи он не был включён.

## Достижения
Ди Си Юнайтед
- Обладатель Открытого кубка США (1): 2013

## Статистика выступлений
| Выступление             | Выступление      | Выступление      | Лига | Лига | Плей-офф | Плей-офф | Кубок | Кубок | ЛЧ КОНКАКАФ | ЛЧ КОНКАКАФ | Итого | Итого |
| Клуб                    | Лига             | Сезон            | Игры | Голы | Игры     | Голы     | Игры  | Голы  | Игры        | Голы        | Игры  | Голы  |
| ----------------------- | ---------------- | ---------------- | ---- | ---- | -------- | -------- | ----- | ----- | ----------- | ----------- | ----- | ----- |
| Ди Си Юнайтед           | MLS              | 2013             | 8    | 0    | —        | —        | 2     | 0     | —           | —           | 10    | 0     |
| Ди Си Юнайтед           | MLS              | 2014             | 13   | 1    | 2        | 0        | 1     | 0     | 2           | 0           | 18    | 1     |
| Ди Си Юнайтед           | MLS              | 2015             | 27   | 1    | 3        | 0        | 0     | 0     | 1           | 0           | 31    | 1     |
| Ди Си Юнайтед           | MLS              | 2016             | 31   | 1    | 1        | 1        | 1     | 0     | 2           | 0           | 35    | 2     |
| Ди Си Юнайтед           | MLS              | 2017             | 22   | 0    | —        | —        | 0     | 0     | —           | —           | 22    | 0     |
| Ди Си Юнайтед           | MLS              | 2018             | 0    | 0    | 0        | 0        | 0     | 0     | —           | —           | 0     | 0     |
| Ди Си Юнайтед           | Итого            | Итого            | 101  | 3    | 6        | 1        | 4     | 0     | 5           | 0           | 116   | 4     |
| Ричмонд Кикерс (аренда) | USL Pro          | 2013             | 5    | 0    | —        | —        | —     | —     | —           | —           | 5     | 0     |
| Ричмонд Кикерс (аренда) | USL Pro          | 2014             | 5    | 0    | —        | —        | —     | —     | —           | —           | 5     | 0     |
| Ричмонд Кикерс (аренда) | Итого            | Итого            | 10   | 0    | —        | —        | —     | —     | —           | —           | 10    | 0     |
| Всего за карьеру        | Всего за карьеру | Всего за карьеру | 111  | 3    | 6        | 1        | 4     | 0     | 5           | 0           | 126   | 4     |

Источник: Soccerway